# Осиф Михайло Іванович
Михайло Іванович Осиф (14 листопада 1980, с. Дубенка, Тернопільська область — 18 серпня 2022, госпіталь, м. Хмельницький) — український військовослужбовець Збройних сил України, учасник російсько-української війни.

## Життєпис
Михайло Осиф народився 14 листопада 1980 року в селі Дубенці, нині Монастириської громади Чортківського району Тернопільської области України.
Навчався в Дубенківській гімназії.
28 лютого 2022 року вирушив на фронт. Помер 18 серпня 2022 року в госпіталі м. Хмельницького, внаслідок отриманих травм біля Сєвєродонецька на Луганщині.
Похований в родинному селі.
Залишилися батьки, дружина та двоє дітей.

## Вшанування пам'яті
2 жовтня 2023 року на фасаді Дубенківської гімназії відкрито пам'ятну дошку на честь Михайла Осифа.